# Hypericum paramitanum
Hypericum paramitanum är en johannesörtsväxtart som beskrevs av N.K.B. Robson. Hypericum paramitanum ingår i släktet johannesörter, och familjen johannesörtsväxter. Inga underarter finns listade i Catalogue of Life.